# Рожа (болезнь)

Ро́жа (от пол. róża, лат. erysipelas, греч. ἐρυσίπελας означает «красная кожа») — острое, нередко рецидивирующее инфекционное заболевание, вызываемое бета-гемолитическим стрептококком группы A. Проявляется покраснением участка кожи, обычно на голени или на лице, и сопровождается общей интоксикацией с повышением температуры. В большинстве случаев поддаётся излечению.
По распространённости в современной структуре инфекционной патологии рожа занимает 4-е место — после острых респираторных заболеваний, кишечных инфекций и вирусных гепатитов; особенно часто она регистрируется в старших возрастных группах. Примерно треть пациентов составляют больные рецидивирующей рожей, в основном женщины.

## Внешние признаки
Инкубационный период длится от 3 до 5 дней. Начало болезни острое, внезапное. В первые сутки более выражены симптомы общей интоксикации (сильная головная боль, озноб, слабость, возможны тошнота, рвота, повышение температуры до 39—40 °C).
Эритематозная форма. Через 6—12 часов от начала заболевания появляется чувство жжения, боль распирающего характера, на коже — покраснение (эритема) и отёк в месте воспаления. Поражённый рожей участок чётко отделяется от здорового возвышенным резко болезненным валиком. Кожа в области очага горячая на ощупь, напряжена. Если есть мелкоточечные кровоизлияния, то говорят об эритематозно-геморрагической форме рожи.
При буллёзной роже на фоне эритемы в различные сроки после её появления образуются буллёзные элементы — пузыри, содержащие светлую прозрачную жидкость. Позднее они спадают, образуя плотные бурые корки, отторгающиеся через 2—3 недели. На месте пузырей могут образоваться эрозии и трофические язвы.
Все формы рожи сопровождаются поражением лимфатической системы — лимфаденитом, лимфангитом.
Первичная рожа чаще локализуется на лице, рецидивирующая — на нижних конечностях. Различают ранние (до 6 месяцев) и поздние (свыше 6 месяцев) рецидивы. Развитию их способствуют сопутствующие заболевания. Наибольшее значение имеют хронические воспалительные очаги, заболевания лимфатических и кровеносных сосудов нижних конечностей (флебит, тромбофлебит, варикозное расширение вен), заболевания с выраженным аллергическим компонентом (бронхиальная астма, аллергический ринит), заболевания кожи (микозы, периферические язвы). Рецидивы возникают и в результате действия неблагоприятных профессиональных факторов.
Длительность заболевания: местные проявления эритематозной рожи проходят к 5-му — 8-му дню болезни, при других формах могут держаться более 10—14 дней. Остаточные проявления рожи — пигментация, шелушение, пастозность кожи, наличие сухих плотных корок на месте буллёзных элементов. Возможно развитие лимфостаза, приводящее к слоновости конечностей.

## Возбудители
Рожа — широко распространённая стрептококковая инфекция мягких тканей. Рожистое воспаление может вызвать любой серовар бета-гемолитического стрептококка группы A. Стрептококки относительно устойчивы к условиям внешней среды. Спорадический рост заболеваемости наблюдается в летне-осенний период, входными воротами инфекции служат мелкие травмы, ссадины, потёртости.
Источником инфекции является больной любой формой стрептококковой инфекции или стрептококконоситель. Отмечается особая избирательная восприимчивость или предрасположенность к роже. Некоторые люди болеют многократно, поскольку формирующийся иммунитет нестойкий. Проникают стрептококки в организм через небольшие повреждения кожи и слизистых. Возможно экзогенное инфицирование (загрязнённые инструменты, перевязочный материал), а также из хронических стрептококковых очагов инфекции (например, у больных с хроническим тонзиллитом). При этом решающее значение имеет состояние реактивности организма, обусловливающее широкие колебания восприимчивости к инфекционным возбудителям, в частности к стрептококкам.
Стрептококки и их токсины, всасываясь, в месте внедрения вызывают развитие воспалительного процесса, который проявляется отёком, эритемой, клеточной инфильтрацией кожи и подкожной клетчатки. При этом часто отмечается ломкость сосудов, приводящая к точечным кровоизлияниям.
В возникновении рецидивов рожи на одном и том же месте имеют значение аллергическая перестройка и сенсибилизация кожи к гемолитическому стрептококку. Снижение общей резистентности организма способствует присоединению сопутствующей микробной флоры, прогрессированию процесса и осложнению рожи. Впрочем, в последние годы выяснено, что важную роль в патогенезе рожи у перенёсших первичную и особенно повторную и рецидивирующую рожу имеет стафилококковая флора, что необходимо учитывать при назначении лечения.
Воспалительный процесс может быть на любом участке тела, но чаще локализуется на коже лица и голенях. На слизистых оболочках рожистое воспаление бывает редко.

## Классификация
Современная клиническая классификация рожи предусматривает выделение следующих форм болезни.
1. По характеру местных поражений:
  - эритематозная;
  - эритематозно-буллёзная;
  - эритематозно-геморрагическая;
  - буллёзно-геморрагическая.
2. По степени интоксикации (тяжести течения):
  - лёгкая;
  - средней тяжести;
  - тяжёлая.
3. По кратности течения:
  - первичная;
  - повторная;
  - рецидивирующая (часто и редко, рано и поздно).
4. По распространённости местных проявлений:
  - локализованная;
  - распространённая;
  - блуждающая (ползучая, мигрирующая);
  - метастатическая.

## Дифференциальная диагностика
Рожу дифференцируют от многих инфекционных, хирургических, кожных и внутренних заболеваний: эризипелоида, сибирской язвы, абсцесса, флегмоны, панариция, флебитов и тромбофлебитов, облитерирующего эндартериита с трофическими нарушениями, экземы, дерматита, токсикодермии и других кожных заболеваний, системной красной волчанки, склеродермии, болезни Лайма (боррелиоз) и других.
При постановке клинического диагноза рожи принимают во внимание острое начало заболевания с лихорадкой и другими проявлениями интоксикации, чаще опережающими возникновение типичных местных явлений (в ряде случаев возникающими одновременно с ними), характерную локализацию местных воспалительных реакций (нижние конечности, лицо, реже — другие области кожных покровов), развитие регионарного лимфаденита, отсутствие выраженных болей в покое.

## Клиническая картина
Инкубационный период может быть установлен лишь при посттравматической роже, в этих случаях он продолжается от нескольких часов до 3—5 дней. Более чем в 90 % случаев рожа начинается остро, больные указывают не только день, но и час её возникновения.
Общетоксический синдром предшествует локальным изменениям. Быстрый подъём температуры сопровождается ознобом, нередко сотрясающим. Выявляются выраженные признаки интоксикации — головные боли, головокружение, слабость, тошнота, возможна рвота. В тяжёлых случаях могут быть судороги и бред. Через 10—20 часов от начала болезни появляются местные симптомы.
Сначала больные испытывают на ограниченных участках зуд, чувство потения, стягивание кожи. Затем в этих местах появляются припухлость, боль, соответствующие развитию регионарного лимфаденита, иногда с лимфостазом (на внутренней стороне бедра). Боли больше всего выражены при роже волосистой части головы. Довольно часто возникают боли в области регионарных лимфатических узлов, усиливающиеся при движении. Затем появляется покраснение кожи (эритема) с отёком.
На поражённом участке формируется пятно яркой гиперемии с чёткими неровными границами в виде «языков пламени» или «географической карты», отёком, уплотнением кожи. Очаг горячий и слегка болезненный на ощупь. При расстройствах лимфообращения гиперемия имеет цианотичный оттенок, при трофических нарушениях дермы с лимфовенозной недостаточностью — буроватый. После надавливания пальцами на область эритемы краснота под ними исчезает на 1—2 с. Из-за растяжения эпидермиса эритема лоснится, по её краям кожа несколько приподнята в виде периферического инфильтрационного валика. Одновременно в большинстве случаев, особенно при первичной или повторной роже, наблюдают явления регионарного лимфаденита: уплотнение лимфатических узлов, их болезненность при пальпации, ограничение подвижности. У многих больных проявляется сопутствующий лимфангит в виде узкой бледно-розовой полоски на коже, соединяющей эритему с регионарной группой лимфатических узлов.
Со стороны внутренних органов можно наблюдать приглушённость сердечных тонов, тахикардию, артериальную гипотензию. В редких случаях появляются менингеальные симптомы.
После начала лечения лихорадка, различная по высоте и характеру температурной кривой, и другие проявления токсикоза обычно сохраняются 5—7 дней, а иногда и несколько дольше. При снижении температуры тела наступает период реконвалесценции. Обратное развитие местных воспалительных реакций возникает после нормализации температуры тела: эритема бледнеет, её границы становятся нечёткими, исчезает краевой инфильтрационный валик. Спадает отёк, уменьшаются и проходят явления регионарного лимфаденита. После исчезновения гиперемии наблюдают мелкочешуйчатое шелушение кожи. Местные проявления рожи исчезают через 10—14 дней после начала болезни, однако пастозность и пигментация кожи при этом могут длительно сохраняться. В некоторых случаях регионарный лимфаденит и инфильтрация кожи сохраняются долго, что свидетельствует о риске раннего рецидива рожи. Длительное сохранение стойкого отёка — признак формирования лимфостаза. Приведённая клиническая характеристика свойственна эритематозной роже.
Без лечения процесс быстро прогрессирует, возникают так называемые ползучие или метастатические формы. При этом возникают осложнения септического характера.
Появление на фоне бляшки пузырей, заполненных серозно-желтоватым содержимым, характеризует развитие эритематозно-буллёзной формы болезни. Размеры пузырей могут быть от очень мелких до крупных сливных. После подсыхания пузырей остаются плотные корки. Для эритематозно-геморрагической формы характерно появление точечных или более обширных кровоизлияний. Буллёзные и особенно геморрагические формы характеризуются преимущественной тяжестью течения, чаще приводят к стойкому лимфостазу.
Клиника ранних и поздних рецидивов рожи в основном та же, что и первичной. Особенностью часто рецидивирующей формы является слабая выраженность общетоксического синдрома: температура 37,5—38,5 °C в течение 1—2 дней с весьма умеренными симптомами интоксикации, жирная эритема без отёка, слабо отграниченная от окружающей кожи. Возникновению рецидивирующей формы болезни способствуют сопутствующие заболевания (хроническая венозная недостаточность, лимфостазы, сахарный диабет, хронические очаги стрептококковой инфекции), а также неблагоприятные профессиональные условия (необходимость многочасового стояния, переохлаждение) и пожилой возраст.
К наиболее частым осложнениям рожи относятся язвы, некрозы, абсцессы, флегмоны, а также нарушения лимфообращения, приводящие к лимфостазу, в редких случаях — пневмония и сепсис. Вследствие лимфовенозной недостаточности, прогрессирующей при каждом новом рецидиве заболевания (особенно у больных часто рецидивирующей рожей), в 10—15 % случаев формируются последствия рожи в виде лимфостаза (лимфедемы) и слоновости (фибредемы). При длительном течении слоновости развиваются гиперкератоз, пигментация кожи, папилломы, язвы, экзема, лимфорея.
Особый и очень тяжёлый случай представляет собой возникновение рожи у новорождённых и детей первого года жизни. У новорождённых рожа чаще локализуется в области пупка. Процесс в течение 1—2 суток распространяется на нижние конечности, ягодицы, спину и всё туловище. Быстро нарастают интоксикация и лихорадка, могут быть судороги. Нередко возникает сепсис. Летальность крайне высока.

## Лечение

### Медикаментозное лечение
Гемолитические стрептококки в настоящее время сохраняют высокую чувствительность к пенициллиновым антибиотикам, сульфаниламидам и нитрофуранам.
Наиболее эффективные антибиотики (внутрь, инъекции) — эритромицин, олеандомицин, пенициллины (например: «ампициллина тригидрат»), клиндамицин в обычных дозировках в течение 5—7 дней.
Очень эффективно назначение сочетания препаратов разных групп, например фуразолидона и феноксиметилпенициллина перорально.
После начала лечения быстро наступает улучшение, падает температура тела. Пограничный валик в зоне поражения бледнеет и исчезает через 1—3 дня.
Бисептол (сульфатон) назначают на 7—10 дней.
Местно, при поверхностных стрептококковых процессах, раневой или ожоговой инфекции назначают энтеросептол в виде присыпок, мази из измельчённых таблеток, мазь эритромициновую.
Одновременно назначают антигистаминные препараты, нестероидные противовоспалительные препараты, однако они могут несколько снижать эффективность лечения.
Химиотерапию тяжёлых форм заболевания дополняют витаминами и биостимуляторами (метилурацил, пентоксил, левамизол), в ряде случаев показаны плацентарный гамма-глобулин, переливание крови и плазмы.
При рецидивирующей роже в целях повышения неспецифической резистентности рекомендуется ретаболил в/м 2 раза по 50 мг через 2—3 недели, продигиозан. Из пероральных препаратов — метилурацил 2—3 г/сутки, пентоксил 0,8—0,9 г/сутки, витамины, общеукрепляющие средства.

### Физиотерапия
При эритематозной роже могут назначаться физиотерапевтические процедуры, в частности ультрафиолетовое облучение (которое, однако, иногда нецелесообразно, так как возможно развитие осложнений и рецидивов), действующее на бактерии бактериостатически.
В терапии рецидивирующей рожи рекомендуется физиолечение (местно УВЧ, кварц, лазер). При остром процессе хороший эффект получен при сочетании антибактериальной терапии с криотерапией (кратковременное замораживание поверхностных слоёв кожи струёй хлорэтила до побеления).

### Хирургическое лечение
Хирургическое вмешательство является основным методом лечения при буллёзной форме рожи, а также при гнойно-некротических осложнениях. Производится вскрытие булл с эвакуацией патологической жидкости и дренированием. При наличии гнойных очагов выполняется их радикальная хирургическая обработка с последующей кожной пластикой раневого дефекта. Больной подлежит госпитализации в гнойное хирургическое отделение.
При лечении пациентов с буллёзными формами рожи местно используют антисептические средства — например, раствор фурацилина 1:5000. Повязки же с бальзамом А. В. Вишневского, ихтиоловой мазью, популярные в народе, в данном случае противопоказаны, так как усиливают экссудацию и замедляют процессы заживления.
При эритематозной роже нет необходимости хирургического вмешательства, и по этой причине во многих случаях лечение проводится амбулаторно.

### Профилактика
Иммунотерапия при роже не разработана.
Необходимо следить за чистотой кожных покровов. Первичная обработка ран, трещин, лечение гнойничковых заболеваний, строгое соблюдение асептики при медицинских манипуляциях служат средствами предупреждения рожи.

### Эмпирические и народные методы
В силу распространённости патологии, давней истории заболевания и относительной устойчивости рожи к традиционным методам терапии в доантибиотиковую эру в различные времена появлялось множество народных методов лечения рожи (обёртывание поражённого участка красной тканью) и эмпирических медицинских методов (обкалывание рожистого участка солями ртути). Эти методы не давали эффекта и обычно наносили большой вред здоровью пациента. В настоящее время, в связи со снижением общего уровня медико-санитарной грамотности, возможны случаи возвращения к подобным эмпирическим методам терапии рожистых больных до обращения к врачу, что следует учитывать в практике.

## Прогноз
За исключением пациентов первого года жизни, прогноз заболевания условно благоприятный: при адекватном своевременном лечении высока вероятность полного излечения и восстановления трудоспособности. В ряде случаев (до трети) возможно формирование рецидивирующих форм заболевания, которые значительно хуже поддаются лечению.